# Нектарий (архиепископ Константинопольский)
Архиепископ Некта́рий (греч. Αρχιεπίσκοπος Νεκτάριος; ум. 17 сентября 397) — архиепископ Константинопольский с 381 года по 397 год, участник Второго Вселенского собора.
Причислен в Греческой церкви к лику святых, память 11 октября.

## Биография
Нектарий родился в Тарсе Киликийском, год рождения его неизвестен. Историки Ермий Созомен и Сократ Схоластик сообщают, что Нектарий был из сенаторского рода.
Историк Феодорит Кирский сообщает, что Нектарий был «муж благородный, был украшен знаменитостью рода и сиявший собственными добродетелями». Родным братом Нектария был Арсакий, который стал архиепископом Константинопольским после Иоанна Златоуста.
Нектарий присутствовал на Втором Вселенском соборе. На нём начались разногласия, ради сохранения мира Григорий Богослов оставил Константинопольскую кафедру и удалился в Назианзин; поэтому встал вопрос об избрании нового архиепископа. Как сообщает Созомен, Диодор Тарсийский предложил в качестве кандидата на патриаршество Нектария. Император Феодосий I Великий предложил остальным участникам собора написать список имён кандидатов, затем император читал список и пальцем водил по нему, и наконец остановил свой выбор на Нектарии; с этим выбором Нектария императора на патриарший престол согласились участники собора.
Оказалось, что Нектарий, хотя был уже седой и кроткий, добрый и достойный, но некрещёный. Его крестили и последовательно возвели на все церковные ступени священства, начиная с самых низших, и наконец на соборе поставили на патриаршескую кафедру Константинополя. После этого на соборе был утверждён Символ веры и приняты святые каноны, на соборе анафематствовали ариан и духоборцев. После того, как собор закончился, Нектарий, под руководством Аданского епископа Кириака, изучал обязанности священства; он попросил Тарсийского епископа Диодора, чтобы Кириак некоторое время побыл с ним.
Нектарий пытался склонить своего друга и домашнего врача Мартирия к принятию священства, но Мартирий из-за грехов своей молодости уклонился от этого предложения. В 382 году в Константинополе прошёл поместный собор для врачевания антиохийского раскола, в котором принимал участие Нектарий; после этого собора Восточные отцы отправили в Рим от имени собора трёх посланников-епископов для того, чтобы возобновить общение с папой Дамасом и Западными епископами.
Нектарий был ненавидим арианами. Когда император Феодосий находился в Италии, то в Константинополе пошли слухи о том, что войско императора потерпело поражение, а сам царь находится в плену; ариане поверив этим слухам зажгли дом Нектария, в досаде, что он владеет церквами. Нектарий первый уничтожил звание пресвитера, поставленного над кающимися, затем его примеру последовали все епископы. Во время архиерейства Нектария в Константинополь была перенесена глава Иоанна Крестителя и обретены мощи пророков Аввакума и Михея.
В 394 году Нектарий принял участие в Константинопольском поместном соборе с участием Александрийского и Антиохийского патриархов, на котором было принято правило, вошедшее в Каноны Православной церкви.
От Нектария остался труд «Слово на день св. Феодора Стратилата».
После кончины Нектария на его место был избран Иоанн Златоуст.